# Mennonitenansiedlung Am Trakt
Die Mennonitenansiedlung Am Trakt ist eine Gruppe ehemaliger deutscher Siedlungen an der Wolga in Russland (heutige Oblast Saratow).
Die Ansiedlung Am Trakt wurde 1854 von plautdietschen Mennoniten aus Nowousensk gegründet und befand sich zwischen den Flüssen Tarlyk (russisch Тарлык) und Nachoi (russisch Нахой) etwa 60 km südöstlich der Stadt Engels. Der Name bezieht sich darauf, dass es hier eine zur Salzgewinnung genutzte Durfahrtsstrecke, einen Salztrakt, gab.
Insgesamt wurden 10 Dörfer gegründet:
| \| Name \| Gründungsjahr \| Haushalte 1910 \| Haushalte 1926 \| Russischer Name \| \| -------------- \| ------------- \| -------------- \| -------------------------------------- \| -------------------------- \| \| 1. Hahnsau \| 1854 \| 20 \| 45 (überwiegend russische Bevölkerung) \| Nowaja Kamenka (unbewohnt) \| \| 2. Koeppental \| 1855 \| 75 \| 93 \| Kirowo \| \| 3. Lindenau \| 1858 \| 31 \| 35 \| – \| \| 4. Fresenheim \| 1860 \| 20 \| 30 \| – \| \| 5. Hohendorf \| 1862 \| 20 \| 32 \| – \| \| 6. Lysanderhöh \| 1864 \| 23 \| 61 \| – \| \| 7. Orloff \| 1867 \| 18 \| 33 \| Kalinino \| \| 8. Walujewka \| 1868 \| 8 \| 11 \| – \| \| 9. Ostenfeld \| 1870 \| 19 \| 38 \| – \| \| 10. Medemtal \| 1873 \| 31 \| 61 \| Woroschilowo \| |               |                |                                        |                            |
| Name | Gründungsjahr | Haushalte 1910 | Haushalte 1926                         | Russischer Name            |
| 1. Hahnsau | 1854          | 20             | 45 (überwiegend russische Bevölkerung) | Nowaja Kamenka (unbewohnt) |
| 2. Koeppental | 1855          | 75             | 93                                     | Kirowo                     |
| 3. Lindenau | 1858          | 31             | 35                                     | –                          |
| 4. Fresenheim | 1860          | 20             | 30                                     | –                          |
| 5. Hohendorf | 1862          | 20             | 32                                     | –                          |
| 6. Lysanderhöh | 1864          | 23             | 61                                     | –                          |
| 7. Orloff | 1867          | 18             | 33                                     | Kalinino                   |
| 8. Walujewka | 1868          | 8              | 11                                     | –                          |
| 9. Ostenfeld | 1870          | 19             | 38                                     | –                          |
| 10. Medemtal | 1873          | 31             | 61                                     | Woroschilowo               |

Jedoch zogen 1881 Die Dorfbewohner von Hahnsau nach Zentralasien. 1924 wurde das Gebiet Teil der Wolgadeutschen Republik, 1929 wurden viele Vorsteher der Mennoniten verbannt.
Nach Beginn des deutschen Angriffs auf die Sowjetunion wurde die deutsche Bevölkerung der Siedlungen Am Trakt entsprechend dem Erlass des Obersten Sowjets vom 28. August 1941 innerhalb weniger Wochen mit der Bahn nach Osten – vorwiegend Kasachstan deportiert.
Nach dem Krieg wurde diese Region teils als Truppenübungsplatz benutzt. Einige Dörfer im Südosten existieren bis heute unter russischen Namen.